# Cecropia adenopus
Espèce
Classification APG III (2009)
Cecropia adenopus est une espèce de plantes à fleurs de la famille des  Cecropiaceae, ou des Urticaceae selon la classification phylogénétique. C'est un arbre fruitier dioïque d'Amérique du Sud qui pousse aussi bien dans le Nord-Est du Brésil que dans la province de Misiones en Argentine.
Pour certains auteurs, cette espèce est synonyme à Cecropia pachystachya Trécul.